# 特尔河畔比拉利翁加
特尔河畔比拉利翁加，是西班牙加泰罗尼亚赫罗纳省的一个市镇。总面积65平方公里，总人口421人（2014年），人口密度6人/平方公里。